# Monaco aux Jeux olympiques d'été de 2000
Cet article contient des informations sur la participation et les résultats de Monaco aux Jeux olympiques d'été de 2000, qui ont eu lieu à Sydney en Australie.

## Résultats

### Judo
| Athlète          | Épreuve               | Tour préliminaire                    | 16e de finale       | 8e de finale        | Quart de finale     | Demi-finale         | Repêchage 1                             | Repêchage 2         | Repêchage 3         | Finale / MB         | Finale / MB  |
| Athlète          | Épreuve               | Adversaire Résultat                  | Adversaire Résultat | Adversaire Résultat | Adversaire Résultat | Adversaire Résultat | Adversaire Résultat                     | Adversaire Résultat | Adversaire Résultat | Adversaire Résultat | Rang         |
| ---------------- | --------------------- | ------------------------------------ | ------------------- | ------------------- | ------------------- | ------------------- | --------------------------------------- | ------------------- | ------------------- | ------------------- | ------------ |
| Thierry Vatrican | Moins de 81 kg hommes | Nuno Delgado (POR) Défaite 0000-1000 | Non qualifié        | Non qualifié        | Non qualifié        | Non qualifié        | Francesco Lepre (ITA) Défaite 0010-1102 | Non qualifié        | Non qualifié        | Non qualifié        | Non qualifié |

### Natation
Homme
| Athlète       | Épreuve             | Séries        | Séries            | Demi-finale  | Demi-finale  | Finale       | Finale       |
| Athlète       | Épreuve             | Temps         | Rang              | Temps        | Rang         | Temps        | Rang         |
| ------------- | ------------------- | ------------- | ----------------- | ------------ | ------------ | ------------ | ------------ |
| Sylvain Fauré | 100 m brasse hommes | 1 min 05 s 51 | 2e (51e au total) | Non qualifié | Non qualifié | Non qualifié | Non qualifié |

### Taekwondo
| Athlète            | Épreuve               | Tour préliminaire   | Quarts de finale                | Demi-finales        | Repêchage 1         | Repêchage 2         | Finale              | Finale |
| Athlète            | Épreuve               | Adversaire Résultat | Adversaire Résultat             | Adversaire Résultat | Adversaire Résultat | Adversaire Résultat | Adversaire Résultat | Rang   |
| ------------------ | --------------------- | ------------------- | ------------------------------- | ------------------- | ------------------- | ------------------- | ------------------- | ------ |
| Olivier Bernasconi | Moins de 68 kg hommes | Bye                 | Aziz Acharki (GER) Défaite 15-1 | Non qualifié        | Non qualifié        | Non qualifié        | Non qualifié        | 9e     |

### Tir
Femmes
| Athlète          | Épreuve                    | Qualification | Qualification | Finale        | Finale        |
| Athlète          | Épreuve                    | Points        | Rang          | Points        | Rang          |
| ---------------- | -------------------------- | ------------- | ------------- | ------------- | ------------- |
| Fabienne Pasetti | Carabine 10 m air comprimé | 387           | 41e ex æquo   | Non qualifiée | Non qualifiée |